# 克罗尼乌斯山
克罗尼乌斯山（Chronius Mons）是位于火星埃里达尼亚区的一座盾状火山，其名称取自是一个古典反照率名，2006年9月13日被国际天文联合会正式接受。

## 另请查看
- 火星山脉列表